# Hiroji Imamura
Hiroji Imamura (Prefectura de Shiga, Japó, 27 d'abril de 1949), és un exfutbolista japonès.

## Selecció japonesa
Hiroji Imamura va disputar 4 partits amb la selecció japonesa.